# Павлов Ігор Миколайович
І́гор Микола́йович Па́влов (28 травня 1968 — 9 лютого 2015) — полковник Збройних сил України, фахівець у сфері зв'язку, кандидат технічних наук, доцент, начальник кафедри тактико-спеціальної підготовки Військового інституту телекомунікацій та інформатизації Національного технічного університету України «Київський політехнічний інститут».
Учасник війни на сході України, перший заступник керівника АТО на території Луганської та Донецької областей. Загинув у боях за Дебальцеве.

## Життєвий шлях
Рано втратив батьків, виховувався у будинку малюка, школах-інтернатах. Закінчив Краснотур'їнське СПТУ з червоним дипломом, з 17 років почав працювати на Богословському алюмінієвому заводі у місті Краснотур'їнськ (Свердловська область, РРФСР).
Військову освіту здобув у Київському вищому зенітному ракетному училищі. Офіцерську службу розпочав на посаді начальника зенітно-ракетного розрахунку зенітно-ракетної частини в Західній групі військ у Німеччині. 1993 року прибув до України, склав військову присягу на вірність Українському Народові, проходив службу на посаді курсового офіцера, начальника курсу факультету спеціального зв'язку Київського військового інституту управління та зв'язку.
Протягом 1999—2001 років — слухач факультету підготовки фахівців оперативно-тактичного рівня Національної академії оборони України. Від 2001 року викладав на кафедрі тактико-спеціальної підготовки Військового інституту телекомунікацій та інформатизації. З 2003 по 2006 рік навчався в ад'юнктурі ВІТІ, по закінченні якої призначений на посаду заступника начальника кафедри тактико-спеціальної підготовки факультету захисту інформації, від 2008-го — начальник кафедри. У подальшому захистив дисертацію, здобув ступінь кандидата технічних наук та вчене звання доцента.
Проживав у Дарницькому районі Києва.
Коли почалася війна, домашнім повідомив: «Родина меня воспитала — я должен отдать ей долг». Перший заступник керівника АТО на території Луганської та Донецької областей.

Могила Ігоря Павлова, Берковецьке кладовище

9 лютого 2015 року вояки їхали на вантажівці ЗІЛ і штабному УАЗі з надписом «Укроп» від міста Артемівськ до Дебальцевого та потрапили під обстріл поблизу села Логвинове — у верхній частині «дебальцівського виступу». Дещо пізніше автівки було знайдено, а про військовиків не було відомостей. Тоді ж у ЗІЛі загинули майор Олексій Гуртов, старший лейтенант Василь Білак, сержант Роман Чорнобай, солдат Роман Совлич, в УАЗі — полковник Артур Музика, підполковник Сергій Циганок, майор Святослав Василенко, молодший сержант Антон Макаренко.
Рідні дізнались про загибель з відео, що виклали терористи на своїх сайтах, де вони показували документи офіцерів Сергія Циганка та Ігоря Павлова.
Лишились дружина Світлана, донька Альона, донька дружини від першого шлюбу Іванна. Похований у Києві на Берковецькому кладовищі, неподалік від центрального входу (ділянка № 86, 50°29′17.60″ пн. ш. 30°23′41.40″ сх. д. / 50.4882222° пн. ш. 30.3948333° сх. д.).
Влітку 2015 року мав захищати докторську дисертацію із захисту інформації.

## Нагороди та вшанування
- Указом Президента України від 15 травня 2015 року № 270/2015, за особисту мужність і високий професіоналізм, виявлені у захисті державного суверенітету та територіальної цілісності України, вірність військовій присязі, нагороджений орденом Богдана Хмельницького III ступеня (посмертно)[1].
- Нагороджений відомчими відзнаками: «Ветеран військової служби», «15 років Збройним Силам України», «За сумлінну службу» І ступеня, та ін.
- Наказом Міністра оборони України від 20 січня 2016 року № 47 навічно зарахований до списків факультету захисту інформації Військового інституту телекомунікацій та інформатизації.